# Кокс, Джордж Уильям
Джордж Уильям Кокс (англ. George William Cox; 10 января 1827 — 10 февраля 1902) — английский историк, специалист, главным образом, по сравнительной мифологии.
Родился в индийском городе Бенарес. Учился в Оксфорде. В 1850 рукоположён в священники, в том же году выпустил свою первую книгу «Poems, legendary and historical». 
Труды Кокса по истории мифологии включают:
- «Руководство по мифологии» (англ. «A Manual of Mythology», 1867),
- «Мифологию арийских народов» (англ. «The Mythology of the Aryan nations», 1870),
- «Сказания Древней Греции» (англ. «Tales of ancient Greece», 1877),
- «Введение в изучение сравнительной мифологии и фольклора» (англ. «An Introduction to the science of Comparative Mythology and Folklore», 1881),
- «Сказания о богах и героях» (англ. «Tales of the Gods and heroes», 1882)
- и др.

Коксу принадлежит и ряд собственно исторических работ: 
- «История Греции» (англ. «History of Greece», 1874),
- «Жизнь греческих политиков» (англ. «Lives of Greek Statesmen», 1886),
- «Краткая история Англии и англичан» (англ. «A concise history of England and the English people», 1887),
- «История установления британского владычества в Индии» (англ. «History of the establishment of British rule in India», 1888)
- и др.

Кроме того, Кокс опубликовал двухтомную биографию епископа Коленсо, с которым был дружен и чью епископскую кафедру в Натале ему предлагали занять.